# Hugo Süchting
Hugo Süchting (* 8. Oktober 1874 in Brackrade, Fürstentum Lübeck; † 27. Dezember 1916 in Valluhn, Mecklenburg-Schwerin) war ein deutscher Schachspieler.

## Leben
Hugo Süchting stammte aus dem Dorf Brackrade in dem Teil Ostholsteins, der als Exklave zu Oldenburg gehörte. Im nahegelegenen Eutin besuchte er zwei Jahre lang die Landwirtschaftsschule.
In späteren Jahren verließ Süchting den elterlichen Hof in Brackrade und übernahm an der Seite seiner Frau ein Hofgut im westmecklenburgischen Valluhn. Dort starb er im Alter von nur 42 Jahren an einem Lungenleiden, das ihn bereits längere Zeit beeinträchtigt hatte.

## Schachlaufbahn
Schach bot Süchting einen Ausgleich für die Tätigkeit als Landwirt. Da er ständig auf dem Land lebte, mangelte es ihm an Gelegenheit, sich außerhalb größerer Turniere mit starken Schachspielern zu messen. Im regionalen Schachleben war Süchting aber aktiv. So führt das Barmer Turnierbuch Süchting 1905 als Mitglied der Kieler Schachgesellschaft von 1884 sowie des Altonaer Schachklubs. Außerdem wird an gleicher Stelle ein Schachverein in Liensfeld bei Eutin (heute: Schachverein von 1875 zu Eutin) erwähnt. Dieser Spielgemeinschaft gehörten damals lediglich fünf Mitglieder an, darunter „H.“ und „W. Süchting“, beide „Landmann in Brackrade“.
Zu diesem Zeitpunkt war Süchting bereits ein namhafter Schachspieler. Bei der deutschen Meisterschaft 1893 in Kiel hatte Süchting das Hauptturnier gewonnen, was mit der Erringung der Meisterwürde verbunden war. Damit war er in der Folge zur Teilnahme an den Meisterturnieren berechtigt. Im folgenden Jahr landete er bei dem stark besetzten Kongress in Leipzig mit 6,5 Punkten aus 17 Partien jedoch nur auf einem der hinteren Plätze. Dabei besiegte er Dawid Janowski und James Mason und erzielte unter anderem Remispartien gegen Carl Schlechter und Joseph Henry Blackburne. In Eisenach organisierte der DSB 1896 kein Meisterturnier. Beim Hauptturnier belegte Süchting mit Ignaz von Popiel den 2./3. Platz. Beim großen internationalen Turnier von Berlin 1897 schloss Süchting unter zwanzig Teilnehmern mit dem 15. Platz ab.
Auch in der späteren Zeit erzielte Süchting, der für damalige Verhältnisse ein ausgesprochener Remisspieler war, zumeist mittlere Ergebnisse. Beim Kongress in Coburg erreichte er 1904 unter dreizehn Teilnehmern den 8. Platz. Im Jahr 1905 wurde er bei einem Turnier in Hamburg Zweiter, noch vor Carl Carls, Richard Teichmann und Curt von Bardeleben. Als sein wohl größter Erfolg ist der 6. Platz beim DSB-Kongress in Düsseldorf 1908 anzusehen.
Bei mehreren internationalen Turnieren, an denen sich Süchting weiter beteiligte (Ostende 1906, Wien 1908, Prag 1908, Karlsbad 1911), erreichte er keine großen Erfolge. Bei dem großen Karlsbader Turnier teilte er mit 11,5 Zählern unter 26 Teilnehmern mit Erich Cohn und Grigori Löwenfisch den 14./16. Platz.
Außerdem sind mehrere Wettkämpfe Süchtings zu erwähnen. So bezwang er 1910 Curt von Bardeleben (3:0, =4).; schließlich gewann Süchting in Hamburg Duelle gegen Paul Saladin Leonhardt im Jahre 1911 (+1) und Carl Carls 1912 (+1). Als er sich in Hamburg 1912 erneut mit Leonhardt maß, endete dies ausgeglichen.
Süchting wurde 1905 vom Altonaer Schachklub „in Anbetracht seiner Verdienste um die Hebung des Schachs in der Provinz Schleswig-Holstein“ mit der Auszeichnung „Ehrenmitglied“ bedacht. Ebenso war er laut Alfred Diel Ehrenmitglied des Niederelbischen Schachbundes.

## Einschätzung der Spielstärke
Die höchste historische Elo-Zahl Süchtings betrug 2594 im März 1912. Die historischen Berechnungen der Elo-Zahlen kritisierte der englische Schachgroßmeister John Nunn in seinem (1999 erstveröffentlichten) Buch John Nunn’s Puzzle Book am Beispiel Hugo Süchtings, dessen tatsächliche Elo-Stärke er mit höchstens 2100 einschätzte. In einer vergleichenden Weltrangliste hätte Süchting im Juli 1912 jedenfalls auf Platz 19 gelegen.

## Eröffnungsvariante
Nach ihm ist eine Nebenvariante in der Slawischen Verteidigung benannt: 1. d2–d4 d7–d5 2. c2–c4 c7–c6 3. Sg1–f3 Sg8–f6 4. Sb1–c3 Dd8–b6. Der Weltmeisterschaftskandidat Gata Kamsky wandte diese Verteidigung in einigen Partien mit gutem Erfolg an.